# 伊拉克卡拉克斯婚禮火災
2023年9月26日，阿拉伯標準時間晚上22:45左右，伊拉克尼尼微省哈姆達尼亞區一場基督教婚禮派對發生火災。 估計現場有1,000人，其中至少114人死亡，至少150人受傷。

## 事發
目擊者表示，起火原因是新人開始跳舞時，點燃煙火產品，火花點燃懸空的裝飾品，並很快蔓延到其他易燃物品上。 場地使用違反安全條例的易燃建築材料和預製板加劇火勢蔓延。 由於含有塑料的複合板燃燒，導致火勢迅速蔓延並釋放出有毒氣體。
估計有1000人在場。
由於不明原因，燈光熄滅，使人們更難逃脫。報道指，場地屋頂亦「在三秒鐘內著火」並倒塌。
為協助人們撤離建築，有人使用推土機破壞部分牆體，但導致更多氧氣進入建築，進一步加劇火勢。

## 傷亡
尼尼微省副省長哈桑·阿拉克表示，共有114人死亡，至少150人受傷。 在114名遇難者中，約30人的身份已經被確認，其餘需要DNA鑒定。
傷者被轉送到附近的醫院，有傳媒報道，當地並沒有足夠的醫療設備處理傷亡人員。
傷者中，大多數人被完全燒傷，其餘則有50至60%被燒傷。 有報道指，一對新人在事故中倖存。

## 反應
安全部隊逮捕10名工作人員、店主和3名煙花爆竹負責人。
伊拉克總理穆罕默德·希亞·蘇丹尼表示，將成立調查委員會，並命令相關部門加強對建築物和安全程序的核查，並宣佈全國哀悼三天。

## 相關事故
室內烟火造成至少100人死的火災
- 中國新疆六十一團場禮堂火災，1977年。
- 美國羅德島車站夜總會大火，2003年。
- 巴西聖瑪利亞城夜總會火災，2013年

其他火災
- 納戈爾諾-卡拉巴赫燃料庫爆炸事件，本事故前一日發生
- 2015年布加勒斯特夜總會爆炸事故